# 318547 Fidrich
318547 Fidrich è un asteroide della fascia principale. Scoperto nel 2005, presenta un'orbita caratterizzata da un semiasse maggiore pari a 2,3305830 UA e da un'eccentricità di 0,1151779, inclinata di 2,94012° rispetto all'eclittica.